# Лик (рассказ)
«Лик» — рассказ Владимира Набокова, относящийся к русскому периоду его творчества. Был написан и опубликован (под псевдонимом В. Сирин) в 1939 году, вошёл в состав сборника «Весна в Фиальте» (Нью-Йорк, 1956).

## Сюжет и история текста
Главный герой рассказа — русский эмигрант Александр Лик, актёр в составе французской труппы. Однажды во время гастролей он случайно встречается со своим троюродным братом Олегом Колдуновым, тиранившим его в гимназические годы. Колдунов, затащивший Лика к себе в гости, пытается понять, почему у него не сложилась жизнь, но Лик не может ответить на этот вопрос. Он уезжает, вскоре возвращается, потому что забыл купленные в тот день туфли, и видит труп застрелившегося Колдунова, на ногах которого его обувь. «Это мои», — говорит Лик полиции.
Рассказ был написан в начале 1939 года и увидел свет в русском эмигрантском журнале «Русские записки», выходившей в Париже, в феврале того же года. В 1956 году автор включил «Лика» в сборник «Весна в Фиальте».
«Лика» высоко оценили первые рецензенты, в числе которых были Владислав Ходасевич и Георгий Адамович. Последний счёл смысловым центром рассказа историю Колдунова. В 1940 году в журнале «Новое русское слово» была опубликована пародия на «Лика» под названием «Зуд», подписанная Ridebis Semper. По предположению Брайана Бойда, её написал сам Набоков.